# What Is This?
I What Is This? (Anthym fino al 1980) sono stati un gruppo rock statunitense, i cui componenti provenivano tutti dalla Fairfax High School di Los Angeles.

## Storia del gruppo
La band, che aveva sostenuto vari concerti sulle coste della California, aveva tra i suoi membri due dei Red Hot Chili Peppers, il chitarrista Hillel Slovak e il batterista Jack Irons. Anthony Kiedis, cantante dei Red Hot, presentò ai What Is This? il suo gruppo prima di un concerto.
Slovak ed Irons si unirono ai Red Hot nel 1983, anno della loro formazione. Li abbandonarono un anno dopo per tornare nel loro primo gruppo. Kiedis e il bassista Flea registrarono il debutto omonimo con i loro sostituti Jack Sherman e Cliff Martinez, nel 1984. Hillel si riunì alla band per Freaky Styley (1985), e Jack per The Uplift Mofo Party Plan (1987).
Il nome What Is This? si riferiva alla reazione del pubblico alla loro musica, che mescolava diversi stili. Dopo l'arrivo di Natasha Shneiderm la band cambiò nome prima in Walk the Moon e poi in Eleven.

## Formazione

### Originale
- Alain Johannes - voce, chitarra
- Hillel Slovak - chitarra
- Todd Strassman - basso
- Jack Irons - batteria

### Altri componenti
- Michael "Flea" Balzary - voce e basso
- Chris Hutchinson - basso

## Discografia

### Album in studio
- 1985 - What Is This?

### EP
- 1984 - Squeezed
- 1985 - 3 Out Of 5 Live